# 多氏舌鰨
多氏舌鰨為輻鰭魚綱鰈形目鰨亞目舌鰨科的其中一種，為亞熱帶魚類，分布於西印度洋蘇伊士運河海域，體長可達12.9公分，棲息在底層水域，生活習性不明。

## 扩展阅读
維基物種上的相關：多氏舌鰨